# 1464 Armisticia
1464 Armisticia је астероид главног астероидног појаса чија средња удаљеност од Сунца износи 3,001 астрономских јединица (АЈ).
Апсолутна магнитуда астероида је 11,0 а геометријски албедо 0,051.